# Инженерная геодинамика
Инженерная геодинамика — научное направление инженерной геологии, изучающее механизм, динамику, локальные закономерности формирования природных и антропогенных геологических (инженерно-геологических) процессов в верхних горизонтах земной коры (литосферы) в связи с осуществленной, текущей или планируемой инженерно-хозяйственной деятельностью человека.
Главное внимание в инженерной геодинамике уделяется изучению геологических процессов, протекающих (или способных возникнуть) в самых верхних приповерхностных горизонтах земной коры как в природной обстановке (естественные геологические процессы), так и на освоенных человеком территориях (инженерно-геологические или антропогенные процессы).
Согласно Г. К. Бондарику (1981), данное направление инженерной геологии называется «экзогеодинамикой».
Объект изучения инженерной геодинамики — верхние горизонты земной коры, то есть такой же, как и у других разделов инженерной геологии. При этом, в инженерной геодинамике основное внимание уделяется изучению геологических процессов, протекающих или способных возникнуть в самой верхней, приповерхностной части земной коры как в природной обстановке (экзогенные и эндогенные геологические процессы природной реальной или идеальной ЛТС (литотехнической системы)), так и в освоенных человеком массивах (антропогенные или инженерно-геологические процессы природно-технической идеальной или реальной ЛТС).
Предметом исследований инженерной геодинамики являются знания о механизме, динамике, локальных закономерностях формирования геологических и инженерно-геологических процессов верхних горизонтов земной коры.
В структуре инженерной геодинамики выделяют три научных раздела: 1) общую инженерную геодинамику; 2) геодинамическое грунтоведение; 3) региональную инженерную геодинамику.
В практическом плане инженерная геодинамика призвана решать задачи инженерно-геологического обоснования строительства сооружений в различных, в том числе в особых (сложных), геологических условиях.
В теоретическом плане инженерная геодинамика должна разработать научные основы и методы управления геологическими процессами, их пронозирования и инженерной защиты территорий, зданий и сооружений от опасных геологических процессов.

## История инженерной геодинамики
Динамика геологических процессов в связи со строительством изучалась задолго до оформления инженерной геологии в самостоятельную науку. В эти исследования в XIX в. внесли вклад такие видные геологи как И. В. Мушкетов, Д. Л. Иванов, А. П. Павлов, К. И. Богданович, Н. Ф. Погребов и др.
В 1920-1930-е гг. инженерная геодинамика рассматривалась как ведущая в инженерной геологии. Большой вклад в её становление в этот период внес Ф. П. Саваренский. В 1949 г. В. А. Приклонский сформулировал содержание и задачи инженерной геодинамики как основного из трёх разделов инженерной геологии. В последующий период в развитие теории и методики инженерной геодинамики внесли вклад работы И. В. Попова, Е. М. Сергеева, В. Д. Ломтадзе, Н. В. Коломенского, И. С. Комарова, Г. С. Золотарёва, Г. А. Голодковской, Г. К. Бондарика и др.